# Roman Tieriechow
Roman Jakowlewicz Tieriechow (ros. Роман Яковлевич Терехов, ur. 1 października 1889 we wsi Aleksandrowka w guberni kurskiej, zm. 2 stycznia 1979 w Moskwie) – radziecki polityk, członek Biura Politycznego KC KP(b)U (1930-1933).
Od 1912 w partii bolszewickiej SDPRR(b), 1917 członek prezydium rady deputatów robotniczych kopalni rud, 1917-1918 przewodniczący komitetu wykonawczego rady rejonowej. Od 1918 działacz podziemnego ruchu komunistycznego w Donbasie, 1920-1924 kierownik wydziału pracy i członek komitetu wykonawczego rady w Juzowce (obecnie Donieck), kierownik wydziału organizacyjnego powiatowego komitetu KP(b)U w Juzowce, 1924 kierownik wydziału Centralnej Komisji Kontroli KP(b)U. Od 31 maja 1924 do 26 czerwca 1930 członek Centralnej Komisji Kontroli RKP(b)/WKP(b), do lutego 1928 zastępca ludowego komisarza inspekcji robotniczo-chłopskiej Ukraińskiej SRR, od lutego 1928 do 1930 sekretarz odpowiedzialny komitetu okręgowego KP(b)U w Artiomowsku, od 15 czerwca 1930 do 18 stycznia 1934 członek KC KP(b)U. Od 15 czerwca do 13 grudnia 1930 zastępca członka, a od 13 grudnia 1930 do 7 lutego 1933 członek Biura Politycznego KC KP(b)U, równocześnie od 22 lipca 1930 do 7 lutego 1933 sekretarz KC KP(b)U, od 13 lipca 1930 do 26 stycznia 1934 zastępca członka KC WKP(b). Od 1932 do 29 stycznia 1933 I sekretarz Komitetu Obwodowego KP(b)U w Charkowie, od lutego do września 1933 II sekretarz Donieckiego Komitetu Obwodowego KP(b)U, od 1933 przewodniczący KC związku zawodowego metalowców, od 11 lutego 1934 do 1939 członek Komisji Kontroli Radzieckiej przy Radzie Komisarzy Ludowych ZSRR, 1939-1956 zastępca szefa zarządu przemysłu obróbki metali kolorowych, następnie na emeryturze.

## Odznaczenia
- Order Lenina
- Order Rewolucji Październikowej
- Order Czerwonego Sztandaru Pracy